# 스우피아강

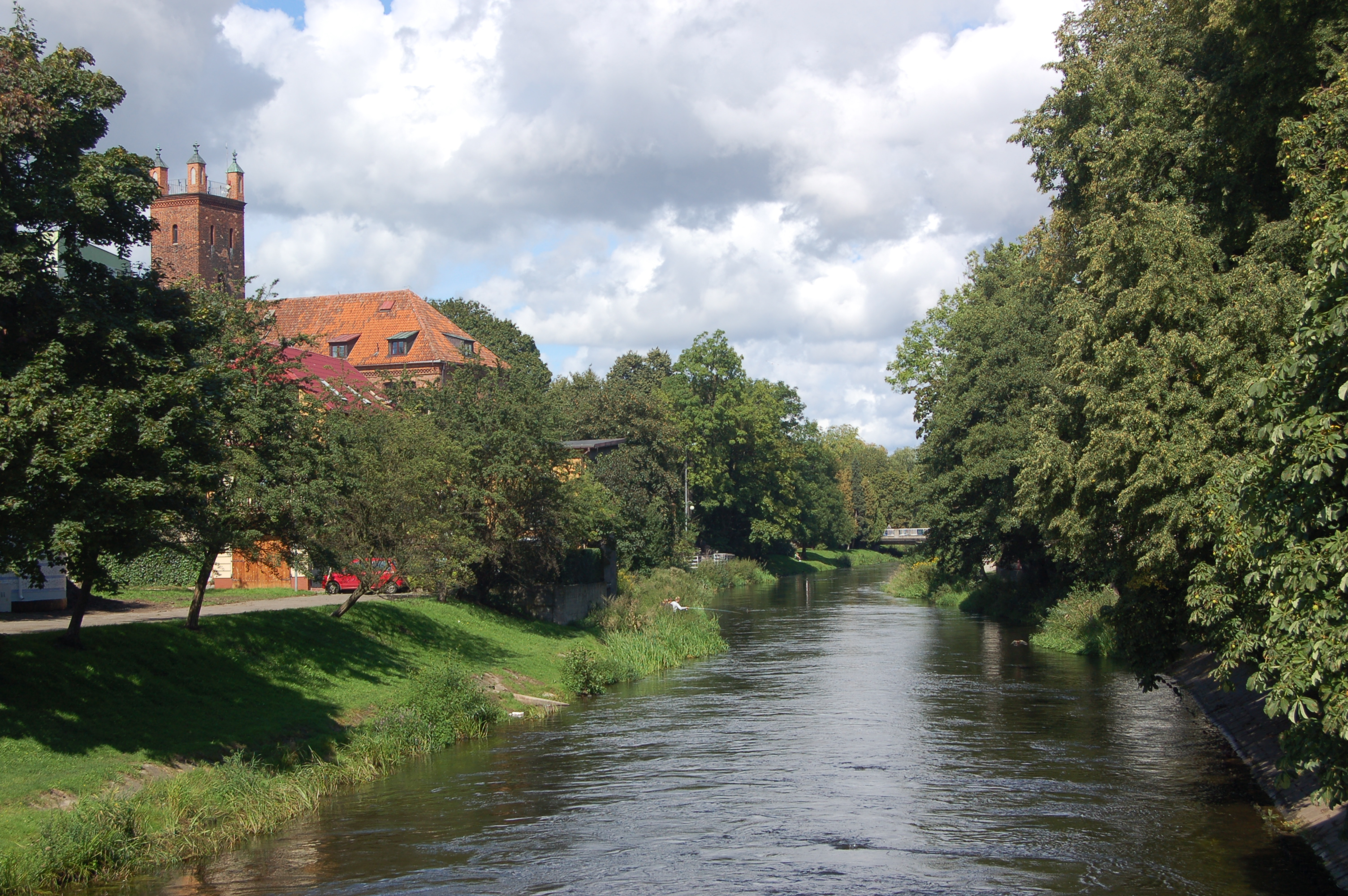
스우피아강

스우피아강(폴란드어: Słupia)은 폴란드 북서부의 강이다. 발트해로 흐른다. 길이는 138km, 유역 면적은 1,623 km2다.